# 欣策特-珀勒特
欣策特-珀勒特是德国莱茵兰-普法尔茨州的一个市镇。总面积4.85平方公里，总人口302人，其中男性138人，女性164人（2011年12月31日），人口密度62人/平方公里。